# Дионисије Мали
Дионисије Мали (лат. Dionysius Exiguus), био је римски игуман (прва половина VI века), оснивач хронологије рођења Исуса Христа, односно почетка наше ере у Риму. 
Папин саветник Бонифације затражио је 532. године од калуђера Дионисија Малог да спроведе у дело одлуке донете на Сабору у Никеји 325. године, а које су обавезивале и римског папу.
До тада су се у Риму године рачунале од доласка на престо цара Диоклецијана. Он је постао цар 284. године и био на власти до 305. године. Дионисије Мали је увео рачунање година од Христовог рођења, вероватно не желећи да велича владавину једног цара који је сматран за прогонитеља раних Хришћана.
Од 1. јануара 754 по тадашњем римском календару званично је отпочела нова ера (н. е.) и рачунање година од Христова рођења. Зато је Дионисије Мали и назван творцем хришћанске ере на западу. 
Дионисије Мали је такође познат и као колекционар цркве и правних докумената са Четвртог васељенског сабора 451. године.